# Whiteheadtorpedo

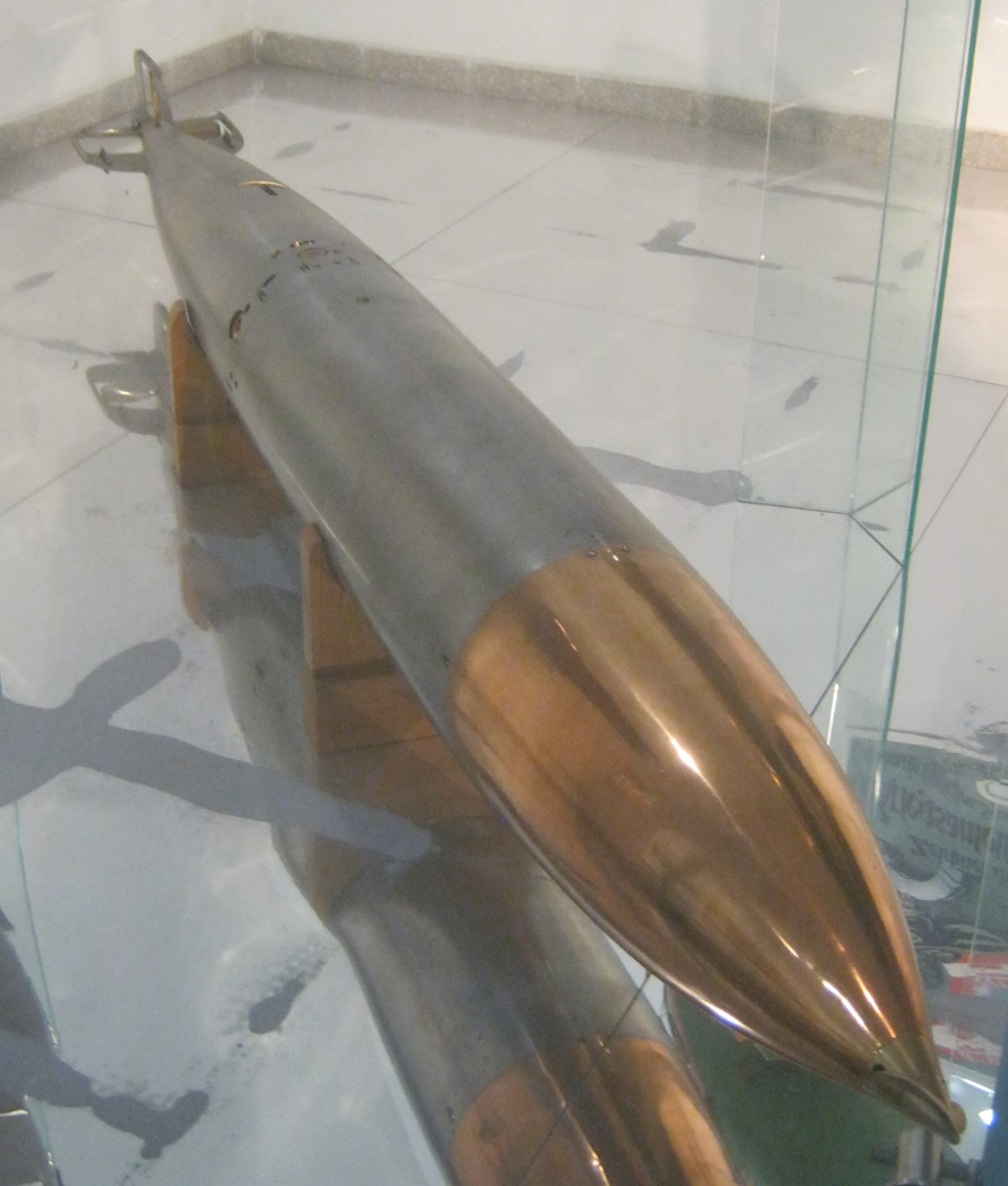
Model van een Whiteheadtorpedo in het Heeresgeschichtliches Museum te Wenen

De Whiteheadtorpedo is een torpedo met eigen voortstuwing die in de jaren 1860 werd ontwikkeld door Giovanni Luppis en Robert Whitehead. Deze torpedo gebruikte samengeperste lucht om zich voort te bewegen. Torpedo's van dit type werden gebruikt door de meeste zeemachten tot aan de Tweede Wereldoorlog.

## Ontwikkeling
Luppis, een officier in de marine van Oostenrijk-Hongarije, ontwierp de eerste torpedo met een eigen voortstuwing. Het ontwerp werd sterk verbeterd door de Britse ingenieur Whitehead.

## Prestaties
De eerste Whitehead torpedo’s hadden een beperkt bereik en de snelheid was laag. In 1870 werden diverse tests gedaan en de torpedo’s legden gemiddeld een afstand af van ongeveer 600 meter met een snelheid van 7 knopen. Rond 1880 was de snelheid van de torpedo al verhoogd naar 20 knopen en rond 1890 naar 30 knopen met een bereik van 400 meter of 24 knopen met een bereik van 800 meter. In 1895 werd de werking aanzienlijk verbeterd door de introductie van een gyroscoop waardoor het wapen beter op koers bleef.
De Whitehead torpedo had enkele zwakke punten. De torpedo bewoog na lancering gedurende ruime afstand op en neer alvorens op een stabiele diepte te varen, en hij liet een spoor van luchtbellen achter zich waardoor de vijand zijn vooruitgang goed kon volgen. 

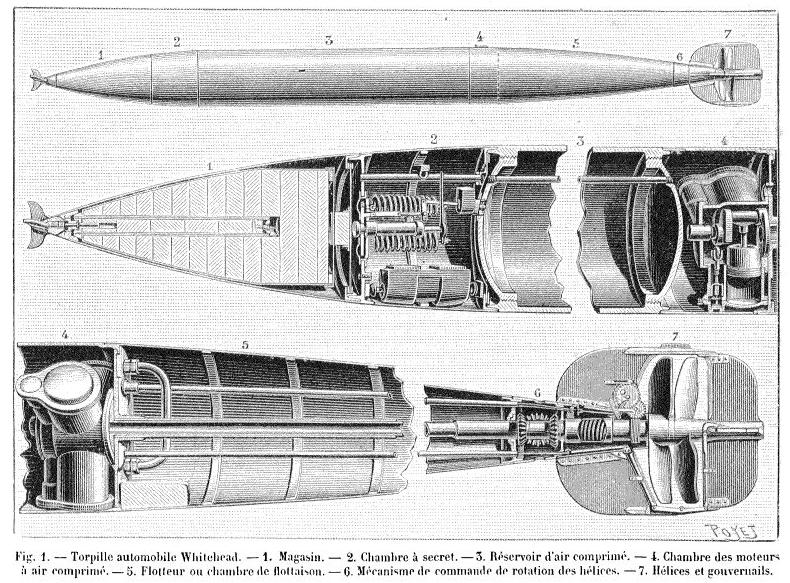
Schema van de opbouw van deze torpedo.

## Werking
De Whitehead torpedo heeft de vorm van een sigaar en het omhulsel bestaat uit staal of fosforbrons. Het binnenste van de torpedo bestaat uit zeven delen:

### Magazijn
Vooraan in de neuskegel bevindt zich het magazijn met samengeperst cellulosenitraat als explosief. De torpedo heeft een explosieve lading van 54 kilogram. Helemaal vooraan bevindt zich het ontstekingsmechanisme met een kleine schroef. Deze schroef wordt in beweging gezet doordat de torpedo zich door het water begeeft waardoor de detonator naar de explosieve lading wordt gebracht. Door dit mechanisme kan de torpedo pas ontploffen nadat er een zekere afstand door het water is afgelegd. De ontsteking zelf volgt na een hevige schok, zoals contact met het doelwit.

### Geheime kamer
Deze kamer bevindt zich achter het magazijn en staat door kleine gaten in contact met het water waarin de torpedo zich voortbeweegt. De druk van het water regelt een zuiger die op zijn beurt een servomotor aanstuurt die in verbinding staat met de roeren door een reeks hefbomen. Zo wordt de diepte waarop de torpedo vaart constant gehouden. Deze diepte kan vooraf worden ingesteld.

### Reservoir
Het reservoir voor perslucht vormt het langste deel van de torpedo. De druk van de perslucht bedraagt tussen 70 en 105 bar en dient enerzijds om de servomotor in de geheime kamer en anderzijds de eigenlijke motor van de torpedo aan te drijven.

### Motor
De motor bestaat uit drie cilinders en wordt aangedreven door de perslucht. Die perslucht wordt uitgestoten in de staart van de torpedo.

### Drijver
In de drijver bevindt zich een blok lood. Afhankelijk van het gewicht en de positie van dit lood in de drijver kan men het gedrag van de torpedo na zijn vaart bepalen als het niet tot detonatie komt. Een oefentorpedo kan men laten drijven na zijn vaart om hem later te kunnen opvissen. Een torpedo in een gevechtssituatie kan men laten zinken indien die niet tot ontploffing is gekomen. Zo voorkomt men dat de torpedo door de vijand kan worden opgevist en hergebruikt.

### Kamer met tandwielen
De tandwielen brengen een dubbele schroef in beweging, waarvan de schroefbladen in tegengestelde richting van elkaar draaien.

### Staart
De staart bevat de dubbele schroef en de roeren.